# Iwan Sirko (duchowny)
Iwan Sirko (zm. 1893) – poseł do Sejmu Krajowego Galicji VI kadencji (1889–1893), ksiądz greckokatolicki, proboszcz w Gajach Starobrodzkich.
Wybrany do Sejmu Krajowego z IV kurii okręgu wyborczego Brody. Po jego śmierci 15 lutego 1894 obrano Ołeksandra Barwinśkiego.